# Manuel Barreto
Manuel Francisco Barreto Sayán (Lima, 12 de septiembre de 1982) es un exfutbolista y entrenador peruano. Actualmente ejerce el cargo de director de la Unidad Técnica de Menores de la FPF. Fue director técnico de Universitario de Deportes de la Liga 1 de Perú durante 2 partidos en el 2025.

## Trayectoria
Manuel Barreto nació en Lima el 12 de septiembre de 1982. Es el hijo menor de la familia Barreto Sayán y tiene dos hermanos más. Formado en las divisiones menores del equipo Universitario de Deportes y promovido luego al primer equipo, debutando el domingo 13 de diciembre de 1998 frente a Lawn Tennis en el estadio Nacional por el Torneo Clausura de ese año. El técnico de ese entonces, Osvaldo Piazza lo hizo ingresar en reemplazo de Piero Alva. Fue un debut auspicioso ya que marcó el tercer gol crema en aquella victoria. Manuel se constituyó como una de las grandes promesas del club crema a finales de los años 1990, antes de pasar al Bolognesi de Tacna donde permaneció por tres temporadas.
El crecimiento logrado en el club sureño le permitió volver algunos años después a su club de origen, con el cual cumplió una destacada actuación durante el año 2006. Su gran trabajo con la camiseta crema despertó el interés del APOEL Nicosia de Chipre, al cual se integró a inicios de 2007. Para el año 2008 se integró a la Universidad de San Martín de Porres, club donde alternó en pocos partidos. José Gálvez lo contrató en 2009. Tras una buena campaña con Gálvez, fue contratado por Juan Aurich de Chiclayo, equipo en el cual no tuvo la oportunidad de jugar en el equipo titular y regresó a Chimbote a mediados de 2010.
En el año 2010, a la edad de 28 años, Barreto tuvo que retirarse del fútbol  por una lesión en la columna vertebral, lo que impidió que continuara su carrera futbolista.

## Selección nacional
Fue internacional con la selección de fútbol del Perú en las categorías sub-17, sub-20 y sub-23, con las que disputó el Campeonato Sudamericano Sub-17 de 1999, el Campeonato Sudamericano Sub-20 de 2001 y el  Torneo Preolímpico Sudamericano Sub-23 de 2004.

## Clubes

### Como jugador
| Club                      | País   | Año       |
| ------------------------- | ------ | --------- |
| América Cochahuayco       | Perú   | 1997      |
| Universitario de Deportes | Perú   | 1998      |
| América Cochahuayco       | Perú   | 1999-2001 |
| Universitario de Deportes | Perú   | 2002      |
| Coronel Bolognesi         | Perú   | 2003-2005 |
| Universitario de Deportes | Perú   | 2005-2006 |
| APOEL Nicosia             | Chipre | 2007      |
| Universidad San Martín    | Perú   | 2008      |
| José Gálvez               | Perú   | 2009      |
| Juan Aurich               | Perú   | 2010      |
| José Gálvez               | Perú   | 2010      |

### Como entrenador
| Club                      | País | Año       |
| ------------------------- | ---- | --------- |
| Sporting Cristal          | Perú | 2019-2020 |
| Deportivo Coopsol         | Perú | 2021      |
| Universitario de Deportes | Perú | 2022      |

## Estadísticas

### Como entrenador
| Sporting Cristal (int.) · Perú          | 1.ª                 | 2019                | 13 | 6  | 4 | 3 | - | - | - | - | - | - | - | - | - | - | - | - | 15 | 6  | 4 | 3  | 50%    |
| Sporting Cristal (int.) · Perú          | 1.ª                 | 2020                | 3  | 1  | 0 | 2 | - | - | - | - | 2 | 1 | 0 | 1 | - | - | - | - | 5  | 2  | 0 | 3  | 33.33% |
| Sporting Cristal (int.) · Perú          | Total               | Total               | 16 | 7  | 4 | 5 | - | - | - | - | 2 | 1 | 0 | 1 | - | - | - | - | 18 | 8  | 4 | 6  | 57.15% |
| Deportivo Coopsol · Perú                | 2.ª                 | 2021                | 9  | 2  | 3 | 4 | 2 | 1 | 0 | 1 | - | - | - | - | - | - | - | - | 11 | 3  | 3 | 5  | 43.91% |
| Deportivo Coopsol · Perú                | Total               | Total               | 9  | 2  | 3 | 4 | 2 | 1 | 0 | 1 | - | - | - | - | - | - | - | - | 11 | 3  | 3 | 5  | 43.91% |
| Universitario de Deportes (int.) · Perú | 1.ª                 | 2022                | 1  | 1  | 0 | 0 | - | - | - | - | - | - | - | - | - | - | - | - | 1  | 0  | 0 | 0  | 43.91% |
| Universitario de Deportes (int.) · Perú | Total               | Total               | 1  | 1  | 0 | 0 | - | - | - | - | - | - | - | - | - | - | - | - | 1  | 1  | 0 | 0  | 43.91% |
| Total en su carrera                     | Total en su carrera | Total en su carrera | 26 | 10 | 7 | 9 | 2 | 1 | 0 | 1 | 2 | 1 | 0 | 1 | - | - | - | - | 30 | 12 | 7 | 11 | 49.18% |
| 1. 2.                                   |                     |                     |    |    |   |   |   |   |   |   |   |   |   |   |   |   |   |   |    |    |   |    |        |

## Palmarés

### Campeonatos nacionales
| Título                     | Club                      | País   | Año     |
| -------------------------- | ------------------------- | ------ | ------- |
| Primera División del Perú  | Universitario de Deportes | Perú   | 1998    |
| Primera División de Chipre | APOEL Nicosia             | Chipre | 2006-07 |
| Primera División del Perú  | Universidad de San Martín | Perú   | 2008    |